# Deutsches Taubblindenwerk
Das Deutsche Taubblindenwerk setzt sich für die Verwirklichung der Rechte auf Bildung und Teilhabe von hörsehbehinderten und taubblinden Menschen am Leben in der Gemeinschaft ein und hat es sich zur Aufgabe gemacht, hörsehbehinderte und taubblinde Menschen lebenslang zu fördern und zu begleiten.
Hierzu unterhält das Deutsche Taubblindenwerk zwei zentrale sog. Taubblindenzentren, abgekürzt TBZ, in Hannover und Fischbeck.

## Angebote
Das Deutsche Taubblindenwerk bietet hörsehbehinderten und taubblinden Kindern, Jugendlichen und Erwachsenen ein umfangreiches Förder- und Betreuungsangebot. Es beinhaltet die Frühförderung, die Schule und Ausbildung, die Rehabilitation sowie Wohn- und Begleitungsangebote für Erwachsene.

## Geschichte
Gegründet wurde das gemeinnützige Deutsche Taubblindenwerk im Jahr 1967 mit dem Deutschen Blinden- und Sehbehindertenverband (DBSV) und dem Blinden- und Sehbehindertenverband Niedersachsen (BVN) als Gesellschafter.
Im Jahr 1971 entstanden in Hannover-Kirchrode eine Schule und ein Heim für etwa 60 taubblinde Erwachsene. Nach der Erweiterung der Schule zum Bildungszentrum werden etwa 80 Kinder und Jugendliche beschult und ausgebildet.
In Fischbeck wurde 1990 eine Einrichtung mit Wohn- und Betreuungsangeboten für etwa 100 mehrfachbehinderte taubblinde Erwachsene geschaffen, der eine Werkstatt für behinderte Menschen angeschlossen ist.